# Omar Browning
 Omar M. "Bud" Browning (Lawton, Oklahoma, 5 de octubre de 1911-Larimer, Colorado, 11 de septiembre de 1978) fue un jugador y entrenador de baloncesto estadounidense. Fue campeón olímpico como seleccionador con Estados Unidos en los Juegos Olímpicos de Londres de 1948. Posteriormente como entrenador se convirtió en el más laureado de la historia de la Amateur Athletic Union, con siete campeonatos.
Participó como jugador en la AAU entre 1935 y 1943, logrando tres títulos, peso sus mayores éxitos los conseguiría como entrenador de los Phillips 66ers, llevándolos a lograr cinco campeonatos consecutivos, entre 1944 y 1948, y dos más en 1962 y 1963.